# Autoduel
Autoduel est un jeu vidéo de rôle développé et publié par Origin Systems en 1985 sur Apple II, Atari 8-bit, Commodore 64, IBM PC et Macintosh, puis porté sur Atari ST en 1987 et sur Amiga en 1988. Le jeu est basé sur le jeu de plateau Car Wars de Steve Jackson. Il se déroule dans un futur hypothétique, dans le nord des Etats-Unis, dans lequel les autoroutes sont devenues une zone de non-droit, dominée par les gangs, et où les voitures sont donc conçues comme un moyen de protection. Le jeu débute à New York, où le joueur doit d’abord se procurer une voiture. Avec celle-ci, il peut ensuite effectuer des missions qui l’amènent sur les routes où il doit éviter les dangers et affronter d’autres pilotes,,,.